# Jochen Behle
Jochen Behle (* 7. Juli 1960 in Korbach) ist ein ehemaliger deutscher Skilangläufer. Behle war von 2002 bis März 2012 Bundestrainer für den Skilanglauf. Er wohnt in Schwalefeld im Upland.

## Werdegang
Behle wurde in Deutschland bekannt, als er 1980 als junger Mann beim olympischen 15-km-Langlauf in Lake Placid lange Zeit nach der ersten Zwischenzeit führte, aber nicht im Bild gezeigt wurde, und der ZDF-Reporter Bruno Moravetz dies mit dem mehrfach geäußerten Spruch „Wo ist Behle?“ kommentierte. Behle beendete das Rennen als Zwölfter.
Behle nahm an den Olympischen Winterspielen 1980, 1984, 1988, 1992, 1994 und 1998 teil. Seine besten Platzierungen dabei errang er 1994 in Lillehammer mit dem 11. Platz über 10 km klassisch und dem vierten Platz mit der Staffel. Ebenfalls startete er bei den Nordischen Skiweltmeisterschaften 1982, 1985, 1987, 1989, 1991, 1993, 1995 und 1997. Dabei war im Jahr 1993 in Falun der fünfte Platz über 10 km klassisch und mit der Staffel sein bestes Ergebnis. Im Weltcup errang er viermal den dritten Platz. Seine beste Weltcupsaison absolvierte er 1989/90. Dabei holte er in Calgary über 50 km klassisch seinen einzigen Weltcupsieg und zum Saisonende den vierten Platz im Gesamtweltcup. Mit dem Winterberger Langlaufexperten Fritz Becker bildete er über zehn Jahre hinweg eine eigenständige Trainingsgruppe neben der Nationalmannschaft, zu der im Laufe der Zeit auch weitere Topathleten wie Johann Mühlegg stießen. Im selben Jahr war er Fahnenträger der deutschen Delegation bei der Eröffnung der Olympischen Winterspiele 1998 in Nagano. Noch während seiner aktiven Zeit heiratete er die Biathletin Petra Schaaf. 1999 hat sich das Paar wieder getrennt. Zudem wurde er 11-mal deutscher Meister über 20 km (1978, 1982–1984, 1986–1990, 1994, 1997), jeweils sechsmal über 30 km (1987–1991, 1996) und 50 km (1981, 1982, 1984–1986, 1988) und einmal über 10 km (1991).
Von 2002 bis März 2012 war Behle Trainer der deutschen Langläufer. Unter ihm hatte der deutsche Skilanglauf seine erfolgreichste Zeit bislang überhaupt. So gewannen seine Schützlinge René Sommerfeldt 2004, Axel Teichmann 2005 sowie Tobias Angerer 2006 und 2007 jeweils den Gesamtweltcup im Skilanglauf.
Bei den Olympischen Winterspielen 2010 in Vancouver war das von ihm trainierte deutsche Skilanglaufteam erfolgreich. Tobias Angerer gewann am 20. Februar 2010 die Silbermedaille in der Doppelverfolgung über 2 × 15 km. Ebenfalls eine Silbermedaille holten Axel Teichmann und Tim Tscharnke am 22. Februar 2010 im Teamsprint. Am selben Tag errangen in der gleichen Disziplin Evi Sachenbacher-Stehle und Claudia Nystad die Goldmedaille.
Seit dem Weltcupwinter 2012/13 ist Behle an der Seite von Marc Rohde als Experte und Co-Kommentator im Skilanglauf bei Eurosport tätig.

## Teilnahmen an Weltmeisterschaften und Olympischen Winterspielen

### Olympische Spiele
- 1980 Lake Placid: 4. Platz Staffel, 12. Platz 15 km
- 1984 Sarajevo: 6. Platz Staffel, 15. Platz 30 km
- 1988 Calgary: 7. Platz Staffel, 23. Platz 30 km klassisch, 23. Platz 15 km klassisch
- 1992 Albertville: 6. Platz Staffel, 15. Platz 30 km klassisch, 24. Platz 10 km klassisch
- 1994 Lillehammer: 4. Platz Staffel, 11. Platz 10 km klassisch, 14. Platz 15 km Verfolgung
- 1998 Nagano: 8. Platz Staffel, 40. Platz 10 km klassisch

### Nordische Skiweltmeisterschaften
- 1982 Oslo: 6. Platz Staffel, 7. Platz 15 km, 17. Platz 30 km
- 1985 Seefeld in Tirol: 11. Platz Staffel, 46. Platz 30 km
- 1987 Oberstdorf: 11. Platz Staffel, 23. Platz 30 km klassisch, 24. Platz 15 km klassisch
- 1989 Lahti: 6. Platz 15 km Freistil, 8. Platz 30 km klassisch, 10. Platz Staffel, 46. Platz 15 km klassisch
- 1991 Val di Fiemme: 10. Platz Staffel, 11. Platz 30 km klassisch, 15. Platz 10 km klassisch
- 1993 Falun: 5. Platz Staffel, 5. Platz 10 km klassisch, 9. Platz 30 km klassisch, 9. Platz 15 km Verfolgung
- 1995 Thunder Bay: 7. Platz Staffel, 7. Platz 10 km klassisch, 10. Platz 30 km klassisch
- 1997 Trondheim: 6. Platz Staffel, 19. Platz 10 km klassisch

## Weltcupsiege im Einzel
| Nr. | Datum             | Ort     | Disziplin                       |
| --- | ----------------- | ------- | ------------------------------- |
| 1.  | 17. Dezember 1989 | Calgary | 50 km klassisch Individualstart |

## Weltcup-Gesamtplatzierungen
| Saison  | Gesamt | Gesamt | Langdistanz | Langdistanz | Sprint | Sprint |
| Saison  | Punkte | Platz  | Punkte      | Platz       | Punkte | Platz  |
| ------- | ------ | ------ | ----------- | ----------- | ------ | ------ |
| 1981/82 | 67     | 6.     | –           | –           | –      | –      |
| 1982/83 | 34     | 24.    | –           | –           | –      | –      |
| 1983/84 | 33     | 24.    | –           | –           | –      | –      |
| 1984/85 | –      | –      | –           | –           | –      | –      |
| 1985/86 | 25     | 15.    | –           | –           | –      | –      |
| 1986/87 | –      | –      | –           | –           | –      | –      |
| 1987/88 | 4      | 43.    | –           | –           | –      | –      |
| 1988/89 | 21     | 21.    | –           | –           | –      | –      |
| 1989/90 | 88     | 4.     | –           | –           | –      | –      |
| 1990/91 | 6      | 37.    | –           | –           | –      | –      |
| 1991/92 | 32     | 19.    | –           | –           | –      | –      |
| 1992/93 | 120    | 24.    | –           | –           | –      | –      |
| 1993/94 | 96     | 27.    | –           | –           | –      | –      |
| 1994/95 | 129    | 22.    | –           | –           | –      | –      |
| 1995/96 | 87     | 36.    | –           | –           | –      | –      |
| 1996/97 | 76     | 35.    | 6           | 55.         | 58     | 22.    |
| 1997/98 | 20     | 58.    | –           | –           | 20     | 47.    |